# Gewog di Lunana
Il gewog di Lunana è uno dei quattro raggruppamenti di villaggi del distretto di Gasa, nella regione Centrale, in Bhutan.